# 漫畫原作
漫畫原作是對於漫畫的世界觀、人物、故事等的文字設定，相當於是電影或舞台劇的劇本或腳本。漫畫原作可能用小說、輕小說、漫畫草稿或是漫畫分鏡圖等方式呈現，與一般的劇本不同。
專門從事漫畫原作的人，稱為漫畫原作者。他們可能是文字作家，或是美術出身的人。

## 漫畫原作與漫畫家的關係
在日本，大多數的漫畫家會同時包辦構思故事到繪製圖畫的工作，但這種模式對在雜誌上連載的漫畫家有相當的負擔，因此有一部份的漫畫，其構思故事和繪製圖畫的工作是分開的，另外，擅長繪畫但不擅長編寫故事情節的人也可以採用此作業模式。